# Michael Carey
Michael Carey (Nassau, 18 agosto 1993) è un ex cestista bahamense.

## Carriera
Con le Bahamas ha disputato i Campionati centramericani del 2016.